# Leopoldo Fernández Pujals
Leopoldo Fernández Pujals (La Habana; 12 de marzo de 1947) es un empresario hispano-estadounidense de origen cubano.

## Biografía
Nacido en el seno de una acomodada familia cubana de origen español, su madre de origen catalán era arquitecta y su padre, de origen asturiano, era notario. Un año después de la revolución cubana de 1959, cuando Leopoldo contaba con 13 años, su familia se exilió en Miami. En 1968 entró en los Marines, en la escuela de oficiales de Fort Belvoir, en el estado de Virginia, donde fue el número uno de su promoción, pasando luego a instructor. Luchó en la guerra de Vietnam, de la que regresó a Estados Unidos con una medalla y el rango de capitán.
Cursó estudios de finanzas y entró a trabajar en la multinacional Procter & Gamble, para pasar después a Johnson & Johnson, de cuya mano llegó a España en 1981. Seis años más tarde, decidió dar un giro radical a su vida. Con su dinero y el que recaudó entre sus amigos y compañeros de trabajo, abrió una pizzería en la calle Monforte de Lemos del Barrio del Pilar en Madrid donde él mismo amasaba la pasta y la daba a los niños del barrio para que la probasen. Por las mañanas, Leopoldo iba a su trabajo en Johnson & Johnson y por la tarde, escapándose del trabajo, hacía pizzas hasta las dos de la madrugada, fines de semana incluidos. Montó entonces, a modo de prueba, Pizzaphone, que más tarde se convirtió en Telepizza. En 1993 ya contaba con 100 tiendas en España, que crecieron hasta 150 un año más tarde y hasta 204 el siguiente. Nunca devolvió el dinero prestado.
En 1996, se quedó solo al frente de la empresa tras un pulso con su hermano por la dirección de la misma. Telepizza entró en la Bolsa española y comenzó una vertiginosa carrera. En mayo de 1997 adquirió Pizza World por 1900 millones de pesetas, después una empresa de transportes y luego la de su proveedor de quesos. A mediados de 1998 había conseguido una cuota de mercado del 62 %. El negocio siguió creciendo y diversificándose tanto en España como en el extranjero, hasta que en 1999 vendió todas sus acciones, una operación por la que ingresó unos 300 millones de euros. Por otro lado, en 1995 creó la yeguada Centurión, la mayor yeguada de caballos de pura raza española en San Pedro de las Dueñas (Lastras del Pozo, Segovia).
En septiembre de 2004 se lanzó al mundo de las telecomunicaciones, al adquirir el 24,9 por ciento de Jazztel, una operadora de banda ancha creada en 1997 por el argentino Martín Varsavsky. Fernández Pujals aportó 61,8 millones de euros para relanzar la compañía. En 2009, el fundador de Telepizza volvió a sus orígenes y participó en la creación de una cadena de pizzerías, La Original, junto con dos de sus exdirectivos en Telepizza, Pedro Español y Miguel Ángel Rodríguez.